# Garaya
Garaya là một chi thực vật có hoa trong họ Orchidaceae.